# Hannah Mitchell
Hannah Maria Webster, también conocida como Hannah Mitchell (1872 – 1956) fue una sufragista y socialista inglesa. Nacida en una familia de campesinos pobres en Derbyshire (Inglaterra). Mitchell se traslada a Bolton para trabajar como costurera a edad temprana y será allí donde se involucraría con el movimiento socialista. Después, de la Primera Guerra Mundial fue elegida como concejala de la ciudad de Mánchester y trabajó como magistrado, antes de comenzar a trabajar para el líder del Partido Laborista, Keir Hardie. Falleció en Mánchester el 22 de octubre del 1956 a la edad de ochenta y cuatro años. 

## Biografía

### Primeros años
Hannah Mitchell nació el 11 de febrero de 1872 en una casa de campo en Alport Castles (Hope Woodlands), en el distrito llamado Derbyshire Peak. Fue la hija de un granjero y era la cuarta de seis hijos. No tuvo acceso a una educación primaria aunque su padre le enseñó a leer y a escribir; puesto que tuvo que quedarse en casa realizando las tareas del hogar junto a su madre. Además, su  madre estaba de acuerdo con la idea de que las niñas no debían tener una educación igualitaria a los niños, pero si recibió la ayuda de su tío. Ella se dio cuenta de las desigualdades que tenían la mujer dentro del hogar y fuera, desde bien pequeña. 
También observó los matrimonios inevitables, es decir los que se le imponían a las niñas desde cortas edades, para evitar tener hijos fuera del matrimonio con los “chicos de las granjas de los alrededores”; por lo que no estaba dispuesta a pasar por lo mismo. Ella dijo en su autobiografía que su madre era una mujer violenta y de mal humor. A la edad de 13 años, se convirtió en una aprendiza de costurera para poder ganar algo de dinero para ella y su familia. Con la edad de 14 años, después de una fuerte discusión con su madre, dejó su casa y se fue a vivir a Bolton (Lancashire, Inglaterra), donde encontró trabajo como modista y en el servicio doméstico.

### Movimiento sufragista
En Bolton, Mitchell comenzó a mejorar su educación, con la esperanza de convertirse en una maestra. Gracias a un trabajo doméstico en la casa de un maestro de escuela, pudo coger los libros de este para aprender. Ella se involucró en el movimiento socialista y en la organización bajo el nombre The Labour Church, involucrada en el movimiento obrero desde la Iglesia. Uno de los meetings que atendió fue la charla de Katharine Glasier, por lo que será influenciada en su vida diaria por esta.
En la casa donde trabajaba, conoció al sastre Gibbon Mitchell. Aunque pensaba mal acerca del matrimonio por lo que había visto, anhelaba tener un hogar propio, ambos querían lo mismo y se casaron en 1895 y al poco tiempo dio a luz a su único hijo; a causa de las dificultades del parto y a las dificultades económicas, Mitchell y su marido decidieron no tener más hijos. Así cómo a su hijo, también cuidaba de una sobrina huérfana.
Ella pronto se desilusionó con su matrimonio, aunque siguió con su marido inicialmente de acuerdo con la aprobación de las divisiones iguales de las tareas domésticas entre ellos. Ella continuó trabajando como costurera para complementar los ingresos de su marido y de igual modo continuó luchando y convenciendo a los socialistas masculinos para que contemplasen la importancia de las cuestiones feministas. Además, ella y su esposo, también atendieron a numerosos actos y charlas del movimiento The Clarion.
A comienzos del siglo XX, Mitchell comenzó a hablar en público en las reuniones del partido británico Partido Laborista Independiente (en inglés: Independent Labour Party); además se incorporó y empezó a trabajar para el movimiento Unión Social y Política de las Mujeres (en inglés Women’s Social and Political Union, WSPU) junto a Emmeline y Christabel Pankhurst's. Ella recorrió el país haciendo discursos y haciendo campaña para el sufragio femenino en las siguientes elecciones.
En el verano de 1906, Hannah Mitchell fue arrestada y enviada a prisión después de interrumpir una manifestación del Partido Liberal en Belle Vue en la cual John Burns y Winston Churchill fueron los oradores. Sin embargo, fue liberada temprano, para su enojo, después de que su esposo pagase la fianza. La agitación continuó y las reuniones al aire libre se volvieron más rudas y peligrosas a medida que los hombres trataban de atacar a las mujeres que hablaban.
En 1907 sufrió una crisis nerviosa que su médico por exceso de trabajo y la desnutrición. Mientras que ella se estaba recuperando, Charlotte Despard la visitó y le dio dinero para alimentos. En su autobiografía, ella menciona el dolor que sintió cuando ninguna de las Pankhursts le contactó durante su recuperación. En 1908, dejó el partido WSPU, y se unió al movimiento de Despard, llamado Women’s Freedom League, organización británica para el sufragio femenino.
Durante la Primera Guerra Mundial, Mitchell apoyó al partido pacifista haciendo de voluntariado para las organizaciones como con la ILP No Conscription Fellowship o para Women’s International League. En 1918, empezó a trabajar de nuevo con la ILP y en 1924 la nominaron como miembro del Consejo de la ciudad de Mánchester. Ella fue elegida y sirvió hasta 1935. Mitchell se convirtió en magistrado en 1926 y durante los próximos 11 años. El 9 de mayo de 1939, Mitchell ayudó a organizar una reunión de 40 ex-suffragettes en Mánchester.

### Últimos años y fallecimiento
Hacia el final de la Segunda Guerra Mundial, ella comenzó a trabajar en su autobiografía, que permanecieron inédita durante su vida. Después de la guerra, comenzó a escribir para los periódicos The Northem Voice y para Manchester City News. Mitchell murió el 22 de octubre de 1956 en su casa en Mánchester. Su autobiografía, bajo el título The Hard Way Up, the Autobiography of Hannah Mitchell, Suffragette and Rebel, fue editada por su nieto y publicada en 1968.

## Reconocimiento y Legado
Hay una placa azul dedicada a ella en la pared de la casa que vivía con su familia en Ashton-under-Lyne entre 1900 y 1910. También hay una placa azul en la casa donde viviría sus últimos años de su vida, hasta 1956, en el número 18 de la calle de Ingham, en Newton Heath; donde vivió y escribió su autobiografía. 
En 2012 vio la formación de la Hannah Mitchell Foundation, un foro para el desarrollo del gobierno incumbido en el norte de Inglaterra. El nombre fue elegido según los fundadores, en memoria de un destacada socialista, feminista y cooperadora que estaba orgullosa de sus raíces de clase obrera y tuvo una visión ambiciosa cultural, social y política.
En 2015, se estrenó la película británica dirigida por Sarah Gavron bajo el nombre de Suffragette (película). El personaje de la actriz protagonista de la película, Carey Mulligan fue inspirado en Mitchell, como el personaje ficticio Maud Watts. La historia de Watts se inspira según los creadores de Suffragette en ella, entre otras muchas mujeres de clase trabajadoras que lucharon por el derecho al voto.